# Thorigné-d’Anjou
Thorigné-d'Anjou – miejscowość i gmina we Francji, w regionie Kraj Loary, w departamencie Maine i Loara.
Według danych na rok 2010 gminę zamieszkiwało 1138 osób, a gęstość zaludnienia wynosiła 68 osób/km².